# Железнодорожное (Чуйская область)
Железнодорожное (кирг. Железнодорожное) — село в Чуйском районе Чуйской области Кыргызстана. Входит в состав Искринского айылного аймака.

## География
Село расположено в центральной части области, к югу от реки Чу, на расстоянии приблизительно 5 километров (по прямой) к востоку от города Токмак, административного центра района. Абсолютная высота — 891 метр над уровнем моря.

## Население
Согласно оценочным данным Национального статистического комитета Кыргызской Республики, численность населения села на начало 2023 года составляла 118 человек.
| год     | 2009 | 2014 | 2015 | 2020 | 2021 | 2023 |
| ------- | ---- | ---- | ---- | ---- | ---- | ---- |
| человек | 77   | 125  | 222  | 88   | 89   | 118  |